# جبل المنارة (فلسطين)
جبل المنارة يقع في أقصى شمال جبال الجليل الأعلى في فلسطين التاريخية، ويقع على الحدود اللبنانية الفلسطينية تنحدر الجبال إلى وادي الحولة، ويطل الجبل على جبال الشيخ وجبال لبنان الجنوبي، أي جبال عامل جبال الجولان. يبلغ ارتفاع الجبل 900 متر فوف سطح البحر. يقع بالقرب إلى الشمال من قرية النبي يوشع المهجّرة واحدة من القرى الشيعية السبع في فلسطين.